# Бете, Эрих
Эрих Юлиус Адольф Бете (нем. Erich Julius Adolf Bethe; 2 мая 1863, Щецин — 19 октября 1940, Лейпциг) — немецкий филолог, профессор Лейпцигского университета (1906—1931).

## Биография
Эрих Юлиус Адольф Бете родился 2 мая 1863 года в Щецине в семье местного врача Эдуарда Бете (1828—1910) и его жены Мари Герштеккер (1830—1917), родом из Берлина и являвшейся племянницей путешественника и писателя Фридриха Герштеккера. Брат Эриха был Мартин Эдуард Август Бете (нем. Martin Eduard August Bethe; 1866—1956), ставший врачом и генеалогом; другой брат — Альбрехт Теодор Юлий Бете (нем. Albrecht Theodor Julius Bethe; 1872—1954) — стал профессором физиологии.
Эрих Бете изучал классическую филологию, историю и археологию в Грайфсвальде и Гёттингене; в 1887 году в Гёттингенском университете он получил степень кандидата наук под руководством Ульриха фон Виламовица-Мёллендорфа. Затем Бете продолжил учёбу в Бонне (под руководством Георга Лешке); в 1891 году в Боннском университете Эрих Бете защитил диссертацию и стал доктором наук. Спустя три года, в 1894, состоя доцентом в университете Бонна и много путешествуя по Средиземноморскому региону, он женился на художнице Маргарете Лёве (нем. Margarete Loewe; 1854—1932). После этого он поступил на службу в университет Ростока, также в качестве доцента.
В 1897 году Бете переехал в Базель, где стал профессором; в 1903 году он занял аналогичный пост в Гисене. В 1906 году он получил приглашение от Лейпцигского университета, которое принял. В Лейпциге Бете преподавал и занимался исследовательской работой до своего выхода на пенсию в 1931 году. В 1927/1928 учебном году он также являлся ректором данного университета. 11 ноября 1933 года Эрих Бете был среди более 900 учёных и преподавателей немецких университетов и вузов, подписавших «Заявление профессоров о поддержке Адольфа Гитлера и национал-социалистического государства».

## Работы
- Buch und Bild im Altertum / Bethe, Erich. — Aalen : Scientia-Verlag, 1983, Neudr. d. Ausg. Leipzig 1945.
- Ahnenbild und Familiengeschichte bei Römern und Griechen / Bethe, Erich. — Osnabrück : Zeller, 1974, Neudr. d. Ausg. von 1935.
- Der troische Epenkreis / Bethe, Erich. — Darmstadt : Wissenschaftliche Buchges., 1966, Unveränd. reprograf. Nachdr. d. 2. Aufl. Leipzig u. Berlin 1929. Sonderausg.